# Protea lepidocarpodendron
Protea lepidocarpodendron (лат.) — кустарник, вид рода Протея (Protea) семейства Протейные (Proteaceae), эндемик Западно-Капской провинции в Южной Африке. Куст высотой от одного до двух метров с узко продолговатыми листьями. Цветочные головки продолговатые, с длинной пурпурно-чёрной бахромой и чёрной опушкой ниже бахромы. Растёт на песчаниковых, железистых и гранитных почвах от Кейптауна до Клейнмонда.

## Ботаническое описание
Protea lepidocarpodendron — прямостоячий кустарник высотой 2-3 м, густой и сильно разветвлённый от одного главного стебля. Листья заострённые и узко продолговатые, молодые — опушённые, в зрелом состоянии безволосые, с выступающим роговым краем, сидячие (без черешка). Соцветия — цветочные головки имеют продолговатую форму длиной 90-110 мм и шириной 50-60 мм, часто скрытые листьями. Цветочных прицветников 5-6 рядов. Наружный ряд, видный на нижней части цветоноса, коричневый, яйцевидной формы с заострёнными кончиками, их внешняя поверхность густо покрыта серебристыми, плотно прижатыми прямыми волосками, а края густо окаймлены длинной бахромой из белых волосков. Внутренние ряды цветочных прицветников обычно кремово-белые, иногда розовые, от продолговатых до линейных, с широкими ложкообразными или закруглёнными кончиками. Они густо покрыты плотно прижатыми пурпурно-чёрными волосками от кончиков до 20-30 мм вниз по внешней поверхности прицветников, становясь редкими и серебристыми к основанию. Края окаймлены длинными белыми и чёрными волосками. Опушённая часть, покрывающая кончики цветочных прицветников, известна как борода. Кончики долей околоцветника также окаймлены длинными кремово-белыми волосками и не опадают, когда цветок раскрывается, а остаются в вертикальном положении, скрывая столбик.
Цветение происходит поздней осенью и зимой, с апреля по август, пик наступает в июне. Плод — небольшой сухой опушённый орех. Семена удерживаются внутри цветка до тех пор, пока ветка или куст не отомрёт. Для уборки урожая семена следует оставить на кусте для созревания примерно на семь месяцев. На каждую головку образуется всего несколько жизнеспособных семян.

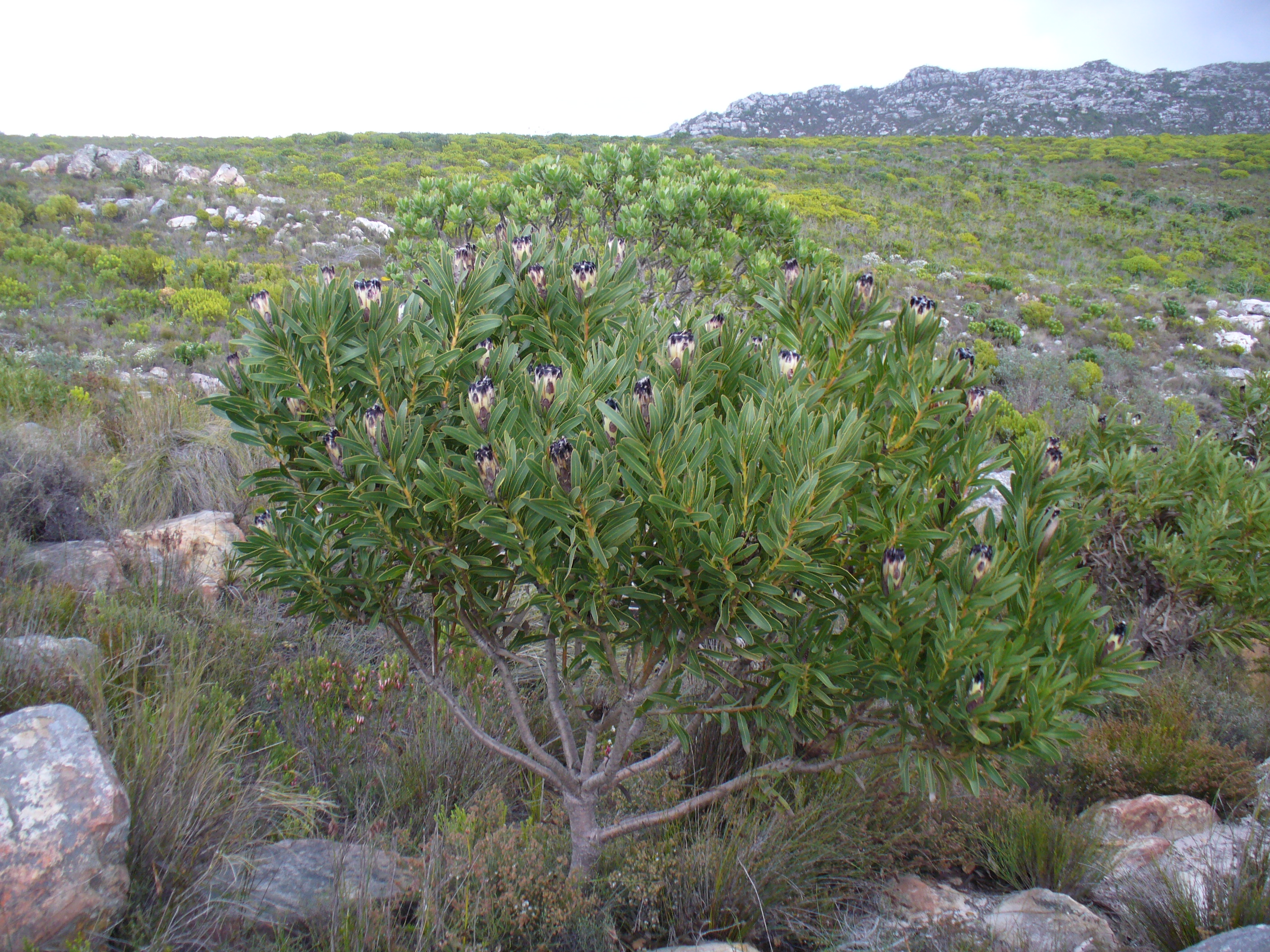
Общий вид
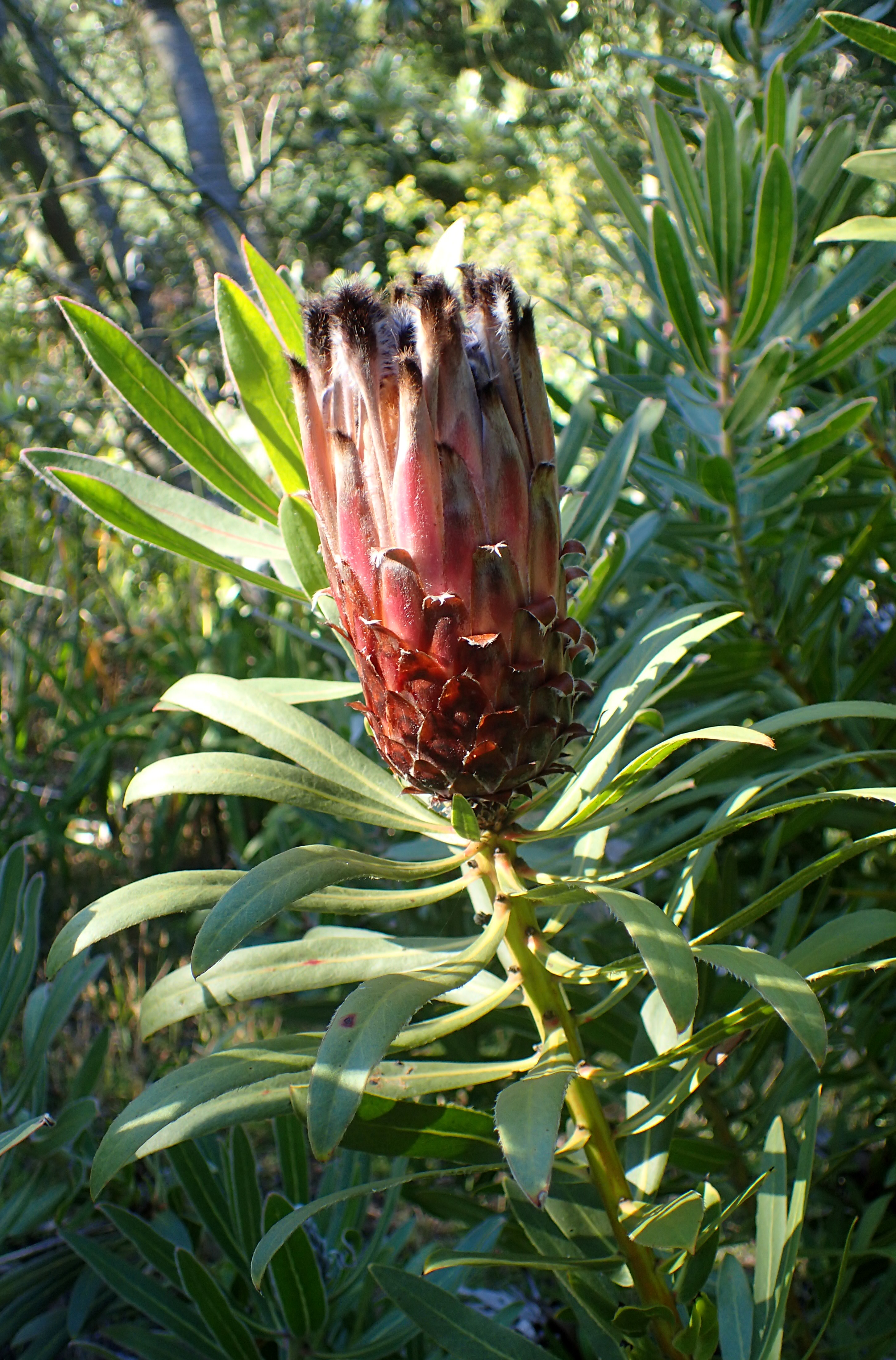
Листья и бутон
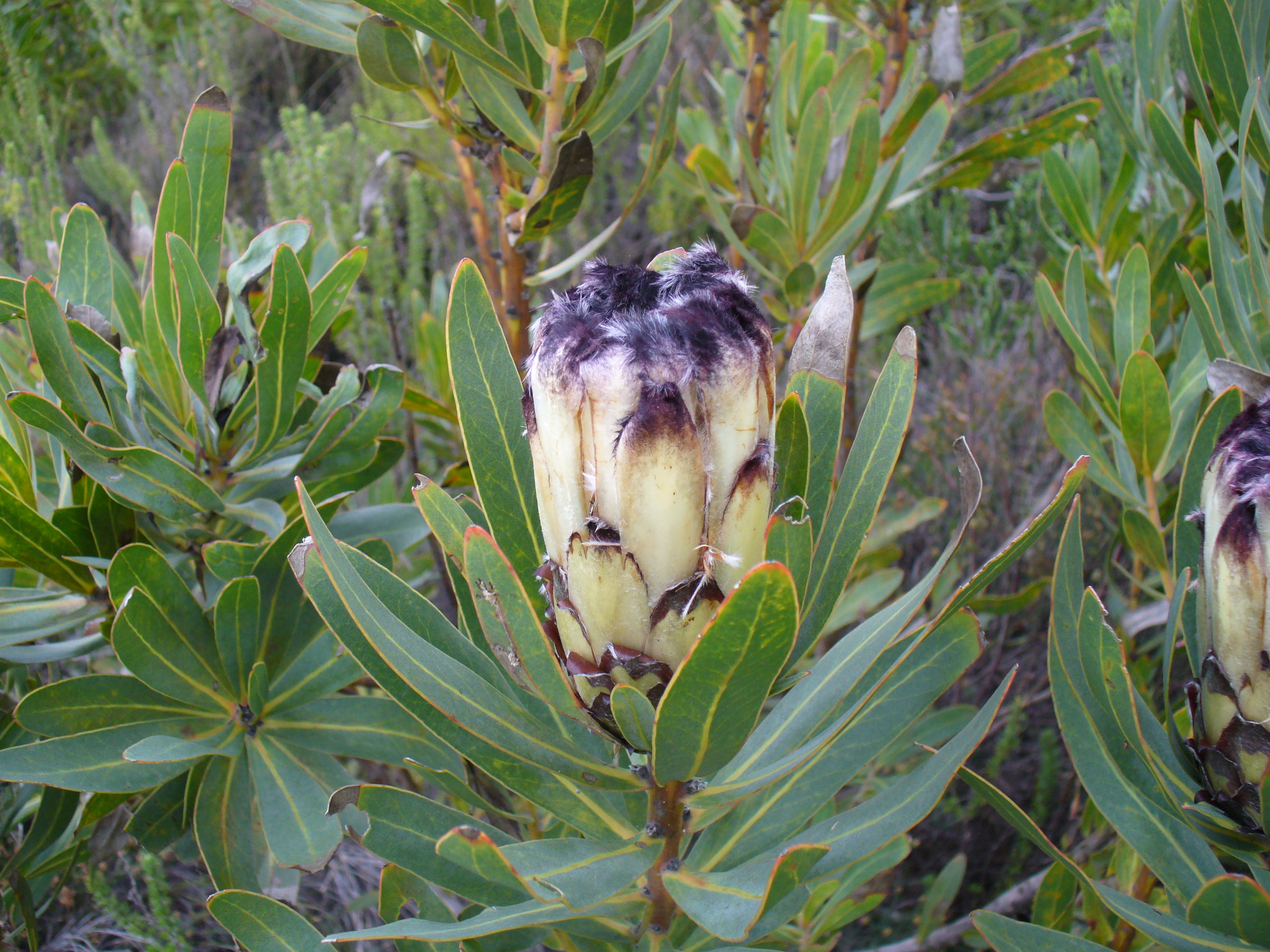
Соцветие
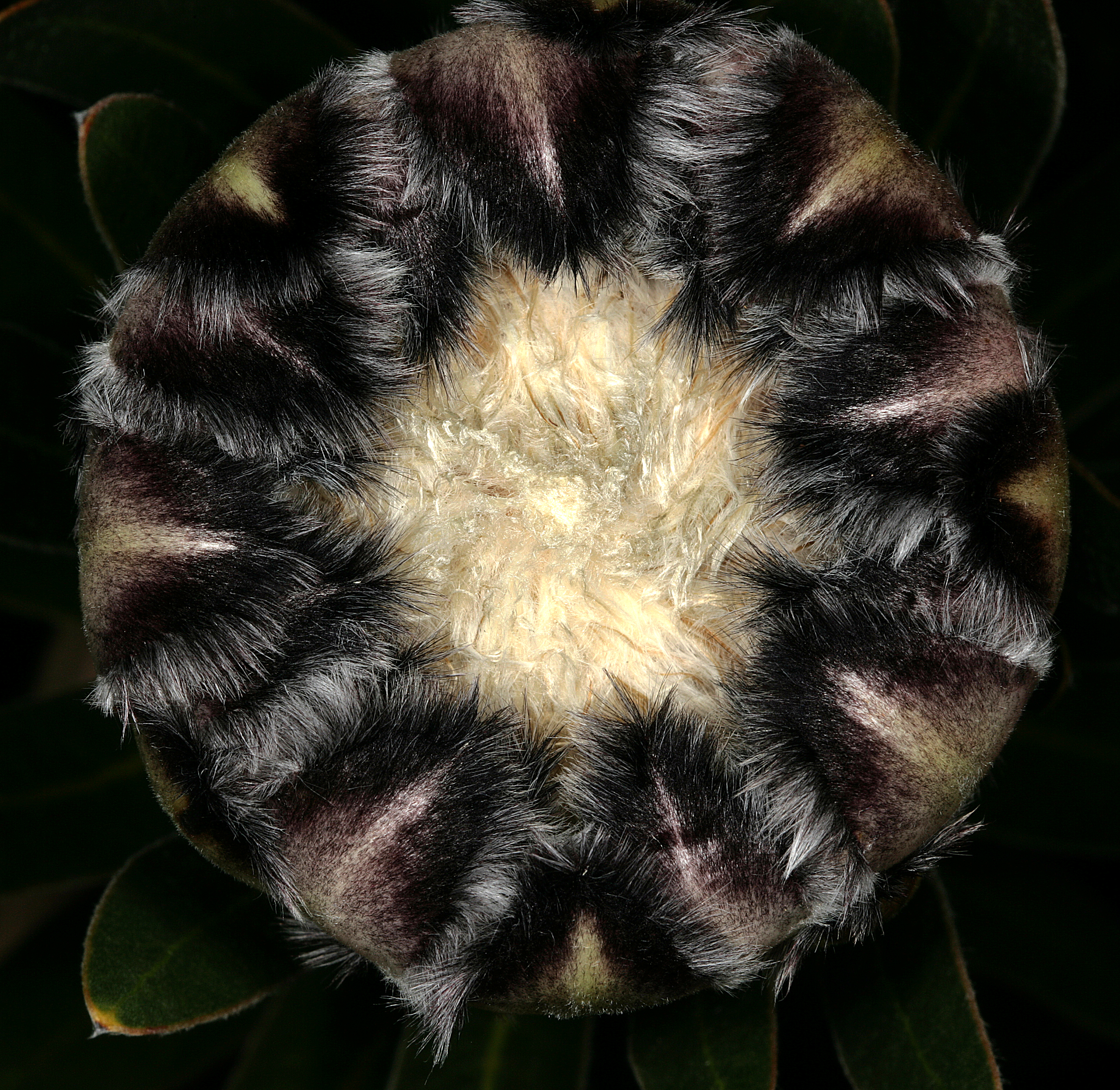
Соцветие, вид сверху

## Распространение и местообитание
Protea lepidocarpodendron — эндемик Западно-Капской провинции Южной Африки. Растёт в Западной Капской провинции в узком диапазоне от Капского полуострова вдоль побережья Фолс-Бэй до Стэнфорда, недалеко от Хермануса. Наиболее распространён на полуострове, где довольно часто встречается на нижних склонах от Лайонз-Хед до Кейп-Пойнт. Встречается на Гроенландберге около Хаухука, в Когельберге и вдоль побережья в Рой-Эльс, Бетти-Бей и Кляйнмонде до гор Кляйн-Ривер с наиболее крупной популяцией расположенной восточнее между Фогельгатом и Стэнфордом.
Растёт всегда в пределах 20 км от побережья, почти всегда в густых зарослях от уровня моря до 300 м над уровнем моря, а иногда и на высоте 600 м. Произрастает на северных и южных склонах, чаще всего по краям влажных холмов, вблизи мест просачивания воды и на защищённых склонах. Встречается на гранитных и песчаниковых почвах, но более предпочтитает глинистые почвы на обнажённых полосах сланца.

## Охранный статус
Вид классифицируется как «близкий к уязвимому положению».  За последние 60 лет он потерял около 30 % ареала из-за застройки, дорог и инвазивных растений. Новой и не менее серьёзной угрозой для этого вида является гибридизация с Protea neriifolia, P. burchellii и P. laurifolia.